# 成田顕泰
成田 顕泰（なりた あきやす）は、室町時代後期から戦国時代にかけての武将。山内上杉家の家臣。

## 略歴
総社長尾氏5代当主・長尾忠景の三男として誕生。成田正等（自耕斎、岩付正等）の養子となる。文明12年（1480年）、養父・正等が隠居し家督を継いだとされる。
山内上杉家に従い、明応6年（1497年）頃に関東管領・上杉顕定の偏諱を受け「顕泰」と名乗る。太田氏の勢力再興と共に永正6年（1509年）に支城の忍城に移った。
永正の乱では甥の長尾顕方と共に古河公方・足利政氏、関東管領・上杉顕実に従い、横瀬景繁や長尾景長と戦ったが敗退、新しく関東管領となった上杉憲房に降伏した。
大永4年（1524年）、死去。なお、旧来の成田氏の系譜では文明16年（1484年）没とされ、大永4年に没したのは嫡男の親泰とされてきたが、近年の研究において成田氏代々の当主の死没日の記事が1代ずつずれている事が明らかとなった。